# Саар'ярве
Са́ар'ярве (ест. Saarjärve küla, інша назва — Saaremõisa) — село в Естонії, у волості Сааре повіту Йиґевамаа.

## Населення
Чисельність населення на 31 грудня 2011 року становила 26 осіб.

## Географія
Село розташоване на відстані приблизно 11 км на південний захід від села Кяепа, волосного центру.
Край села проходить автошлях 137 (Йиґева — Паламузе — Сааре), що веде на захід від європейського маршруту E264.

## Пам'ятки природи
На південь від села лежить озеро Сааре (Saare järv), навколо якого утворений природний парк Саар'ярве.